# Oud-Egyptische medische documenten

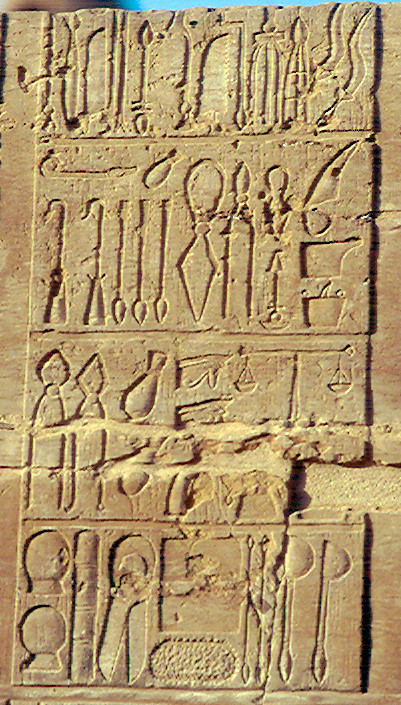
Medische instrumenten

De oud-Egyptische medische documenten zijn een genre van de oud-Egyptische literatuur.
Het zijn op papyrus geschreven documenten die gaan over medische onderwerpen. Deze teksten informeren over verschillende soorten kwalen en wat daarvoor de remedie is. Deze remedie kan naast een medicijn ook een magische tekst zijn. Immers werd gedacht dat de ziekten van demonen kwamen.

## Voorbeelden
Voorbeelden van zulke medische teksten zijn:
- Gynaecologische papyrus uit Kahun
- Geneeskundige papyrus uit Londen
- Medische papyrus uit het Ramsesseum
- Papyrus Brooklyn
- Papyrus Brugsch
- Papyrus Carlsberg
- Papyrus Chester Beatty
- Papyrus Ebers
- Papyrus Edwin Smith
- Papyrus Hearst